# Cultuurlandschap van Meymand
Het Cultuurlandschap van Meymand  gaat over de semi-nomadische veehouders uit het dorpje Meymand (700 inw.) in de provincie Kermān in Iran. 
Ze houden hun dieren op de bergweiden en leven in tijdelijke nederzettingen in de lente en de herfst; tijdens de wintermaanden leven ze dieper in de vallei, in grotwoningen.
Chogha Zanbil · Persepolis · Plein van de Emam · Takht-e Soleyman · Pasargadae · Bam en zijn cultuurlandschap · Soltaniyeh · Behistuninscriptie · Armeense kloosterensembles in Iran · Historisch hydraulisch systeem van Shushtar · Khānegāh en heiligdom van sjeik Safi al-Din · Bazaar van Tabriz · Perzische tuin · Vrijdagmoskee van Isfahan · Gonbad-e Qabus · Golestanpaleis · Shahr-i Sokhta · Susa · Cultuurlandschap van Meymand · Het Perzisch qanat · Dasht-e Lut · Historische stad Yazd · Archeologisch landschap van de Sassaniden in de Farsstreek · Hyrcaanse bossen · Trans-Iraanse Spoorlijn · Cultuurlandschap van Hawraman/Uramanat  · Hegmataneh